# بورک (داکوتای جنوبی)
بورک(به انگلیسی: Burke) شهری در ایالت داکوتای جنوبی کشور ایالات متحده آمریکا است که جمعیت آن در سرشماری سال ۲۰۱۰ میلادی، ۶۰۴ نفر بوده‌است.